# Fabiana

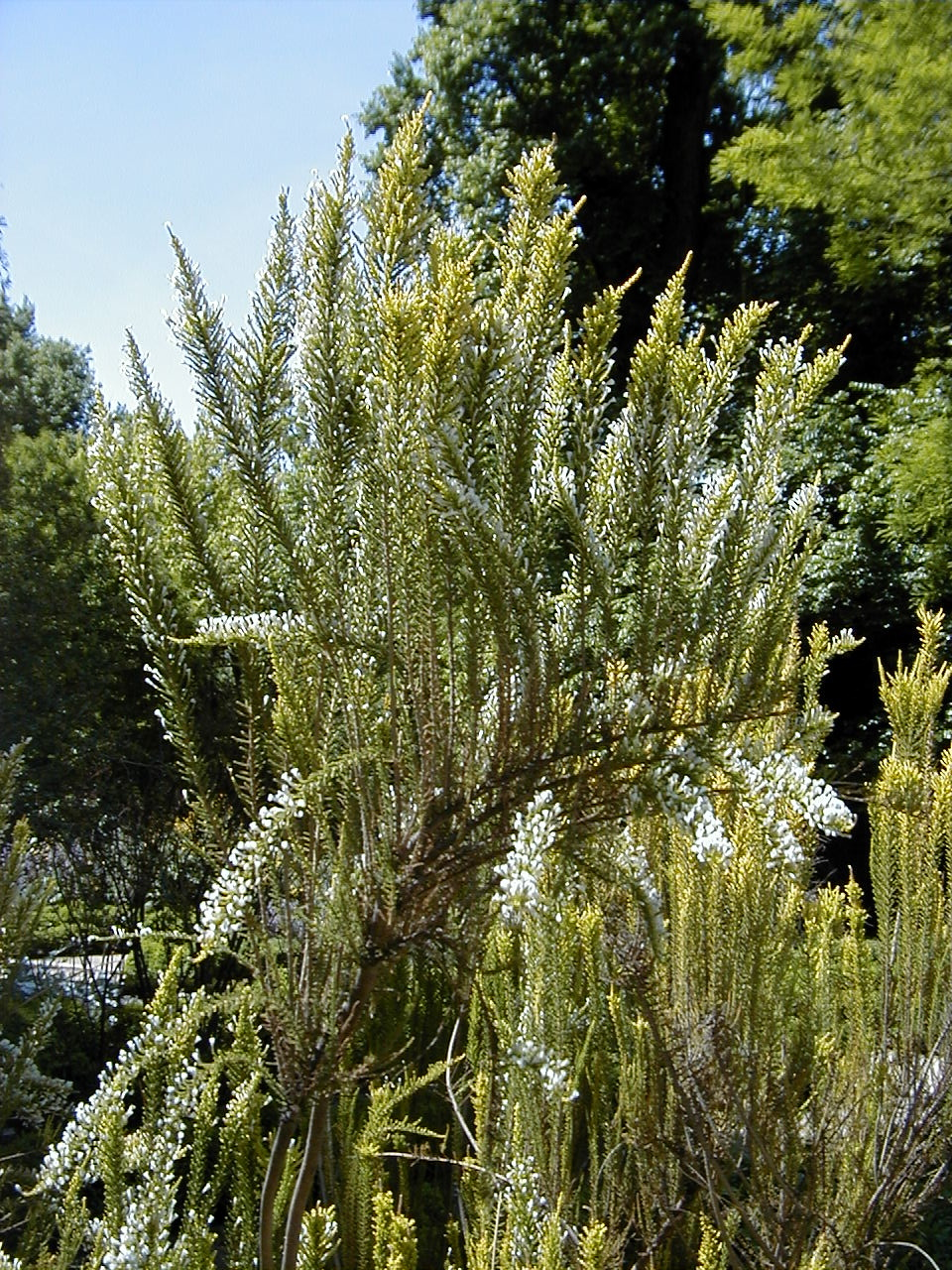
Habitus fabiany střechovité

Fabiana (Fabiana), česky též kylouš, je rod rostlin z čeledi lilkovité. Jsou to drobnolisté stálezelené keře neobvyklého vzhledu, rozšířené v počtu 15 druhů ve střední a jižní části jihoamerických And a v Patagonii. Fabiana střechovitá je využívána v domorodé medicíně a občas je pěstována jako zajímavá okrasná rostlina.

## Popis
Fabiany jsou stálezelené keře s drobnými lístky nebo někdy i bezlisté. Rostliny jsou hustě pokryty žláznatými chlupy. Listy jsou drobné, přisedlé, celokrajné, s okrouhlým nebo eliptickým průřezem, na dlouhých výhonech buď střechovitě se kryjící, nebo střídavé, na zkrácených větévkách (brachyblastech) svazčité či v růžicích.
Květy jsou jednotlivé, pravidelné, pětičetné. Kališní trubka bývá válcovitá nebo řidčeji baňkovitá či miskovitá, vždy kratší než kališní cípy.
Koruna je bělavá nebo řidčeji světle fialová či namodralá, nálevkovitá až řepicovitá, 9 až 21 mm dlouhá, zakončená krátkými cípy.
Tyčinek je 5, většinou dvě delší a tři kratší, přirostlé ve spodní třetině korunní trubky a nevyčnívající z květů.
Semeník je svrchní, obsahuje dvě přihrádky s mnoha vajíčky a nese čnělku zakončenou hlavatou nebo sedlovitou bliznou. Báze semeníku je obklopena nektáriem.
Plodem je přehrádkosečná tobolka pukající dvěma chlopněmi. Obsahuje asi 30 až 50 hranatých semen.

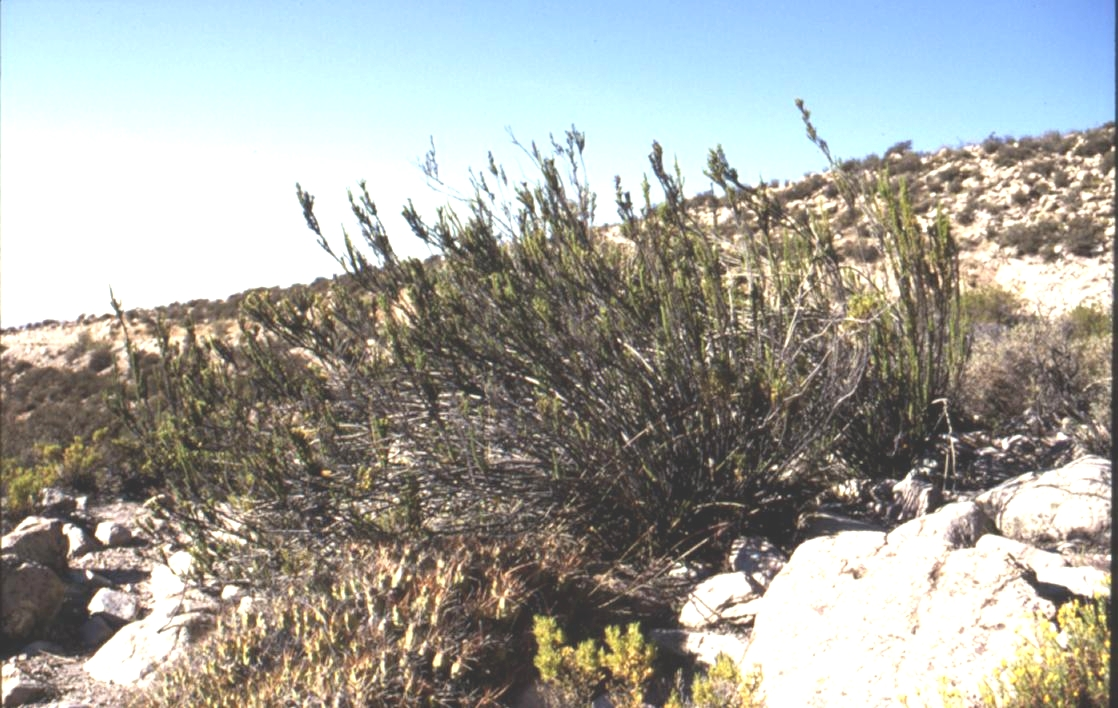
Fabiana ramulosa v severochilských Andách
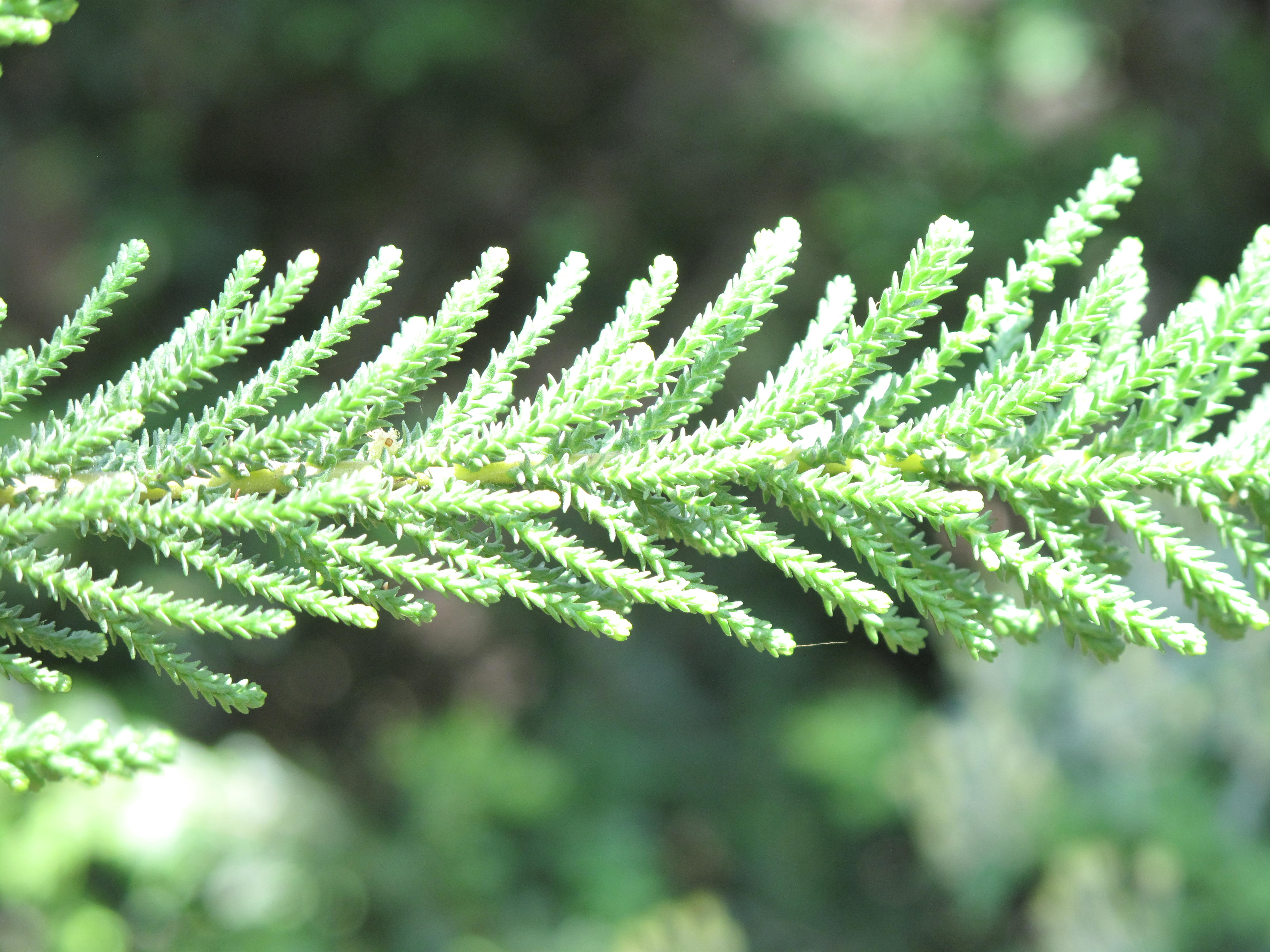
Větévka fabiany střechovité
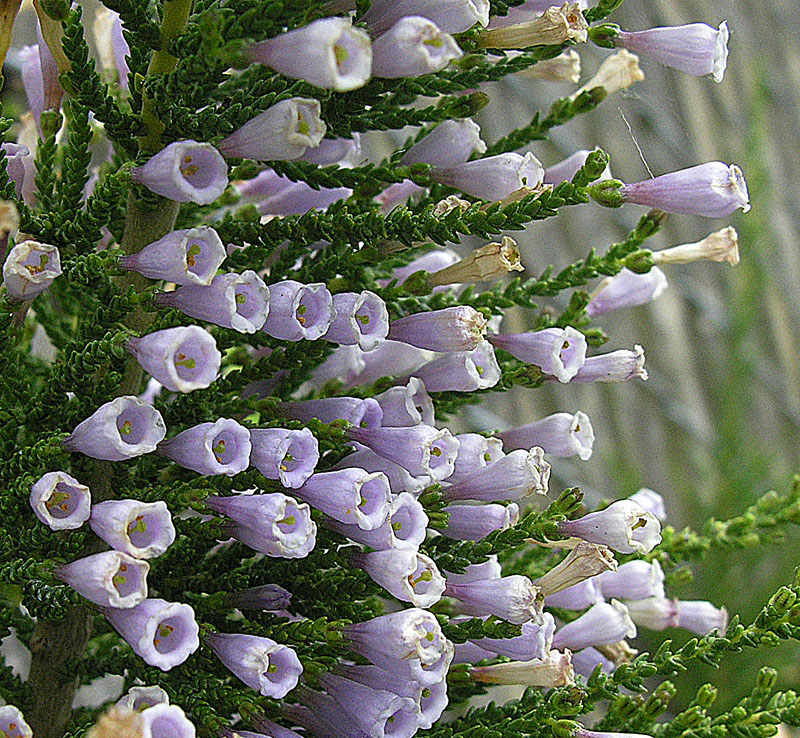
Fabiana střechovitá
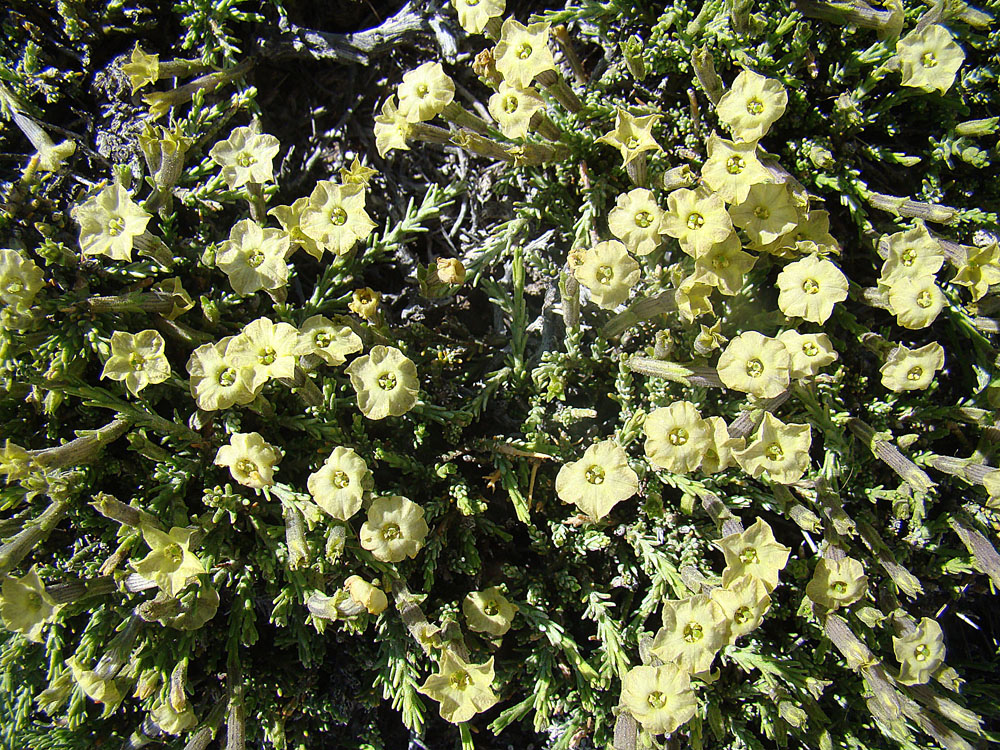
Fabiana foliosa

## Rozšíření
Rod fabiana zahrnuje 15 druhů, které se vyskytují výhradně v západních a jižních oblastech Jižní Ameriky. Jsou rozšířeny ve střední a jižní části And od Peru po Chile a Argentinu a v sušších oblastech Patagonie. Nejvíce druhů roste v Argentině a Chile. Jsou to převážně horské a vysokohorské rostliny. Fabiana bryoides vystupuje v extrémním alpínském biotopu puna až do nadmořských výšek okolo 4900 metrů. V Patagonii se fabiany vyskytují i v nižších polohách.
Fabiana střechovitá je v mediteránních oblastech Chile dominantním druhem křovinné vegetace na písčitých půdách. V některých oblastech, například v jižní části Centrálního údolí nebo regionu Bío-Bío, pokrývá rozsáhlé plochy. Přesahuje i do valdivijského ekoregionu v temperátní zóně. Je rovněž podstatnou složkou druhově bohatých křovinných porostů na západních svazích And v chilských regionech Coquimbo, Valparaíso, Santiago a O'Higgins, stejně jako na východní argentinské straně pohoří v provinciích Neuquén a Río Negro.

## Obsahové látky
Fabiana střechovitá obsahuje chinolinový alkaloid fabianin.

## Taxonomie
Rod Fabiana je v rámci čeledi Solanaceae řazen do podčeledi Petunioideae. Nejblíže příbuzné rody jsou Calibrachoa a Petunia, s nimiž tvoří monofyletickou skupinu.

## Zástupci
- fabiana střechovitá (Fabiana imbricata)

## Význam
Fabiana střechovitá je v jižní části Jižní Ameriky využívána již od předkolumbovských dob jako léčivá rostlina. Slouží při léčení jaterních chorob, jako laxativum a emetikum, k vypuzení střevních parazitů a při poruchách trávení. Proti střevním parazitům je podávána také kozám a ovcím. Stonek Fabiana denudata je používán ke zmírnění otoků, k léčení ran a na zlomeniny.
Fabiany jsou občas pěstovány jako okrasné rostliny neobvyklého vzhledu. Vyžadují slunné stanoviště a výživnou, dobře propustnou půdu. Množí se měkkými letními řízky. Fabiana střechovitá je pěstována i v okrasných kultivarech 'Prostrata' a 'Violacea'.
Rostliny nejsou udávány ze žádné české botanické zahrady.